# Neprochteno
Neprochteno (en macédonien Непроштено ; en albanais Neproshteni) est un village du nord-ouest de la Macédoine du Nord, situé dans la municipalité de Téartsé. Le village comptait 1309 habitants en 2002. Il est majoritairement albanais.

## Démographie
Lors du recensement de 2002, le village comptait :
- Albanais : 898
- Macédoniens : 405
- Serbes : 2
- Autres : 4